# The Luck o' the Foolish
The Luck o' the Foolish es un cortometraje mudo estadounidense en blanco y negro de 1924, protagonizado por Harry Langdon y Marceline Day, dirigido por Harry Edwards y producido por Mack Sennett.

## Notas de producción

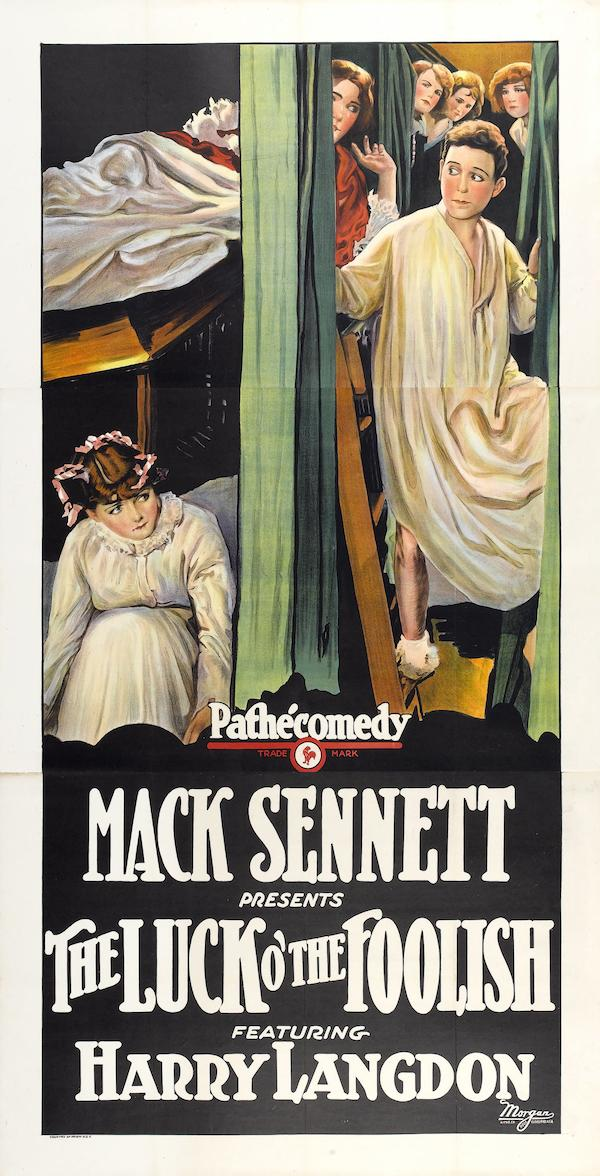
Cartel de la película

## Elenco

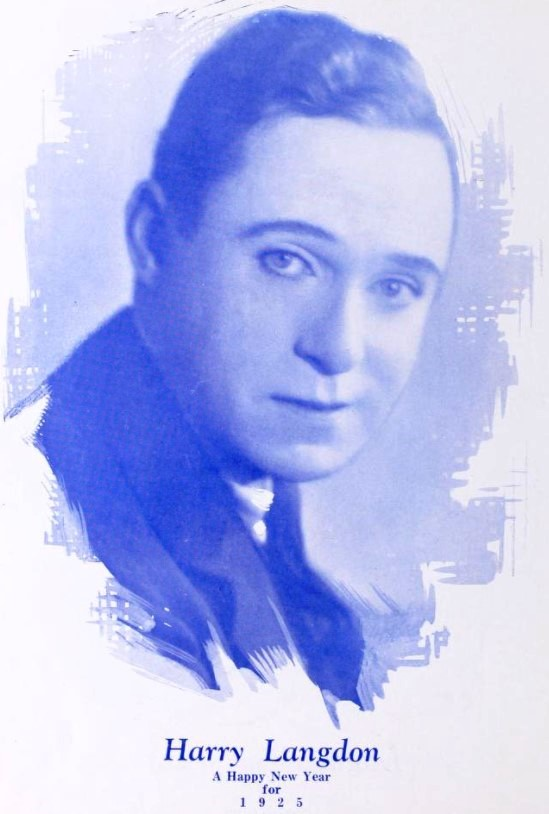
Harry Langdon

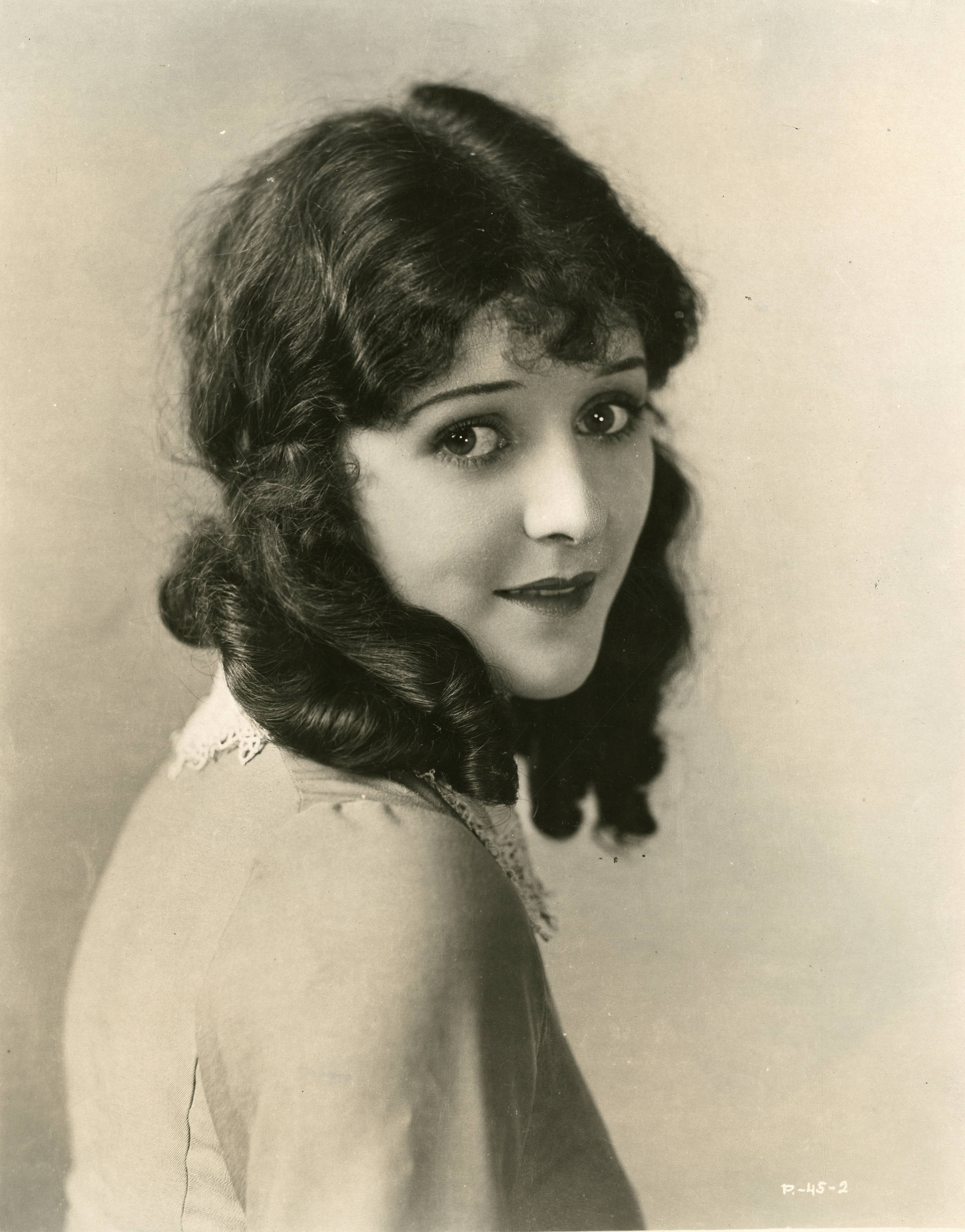
Marceline Day